# His Message
His Message è un cortometraggio muto del 1912 diretto da Thomas H. Ince.

## Produzione
Il film fu prodotto dalla Bison Motion Pictures.

## Distribuzione
Distribuito dall'Universal Film Manufacturing Company, il film - un cortometraggio in una bobina - uscì nelle sale cinematografiche statunitensi il 25 giugno 1912.